# Gewöhnlicher Blutweiderich
Der Gewöhnliche Blutweiderich (Lythrum salicaria) ist eine Pflanzenart aus der Gattung der Blutweideriche (Lythrum) innerhalb der Familie der Weiderichgewächse (Lythraceae).

## Beschreibung

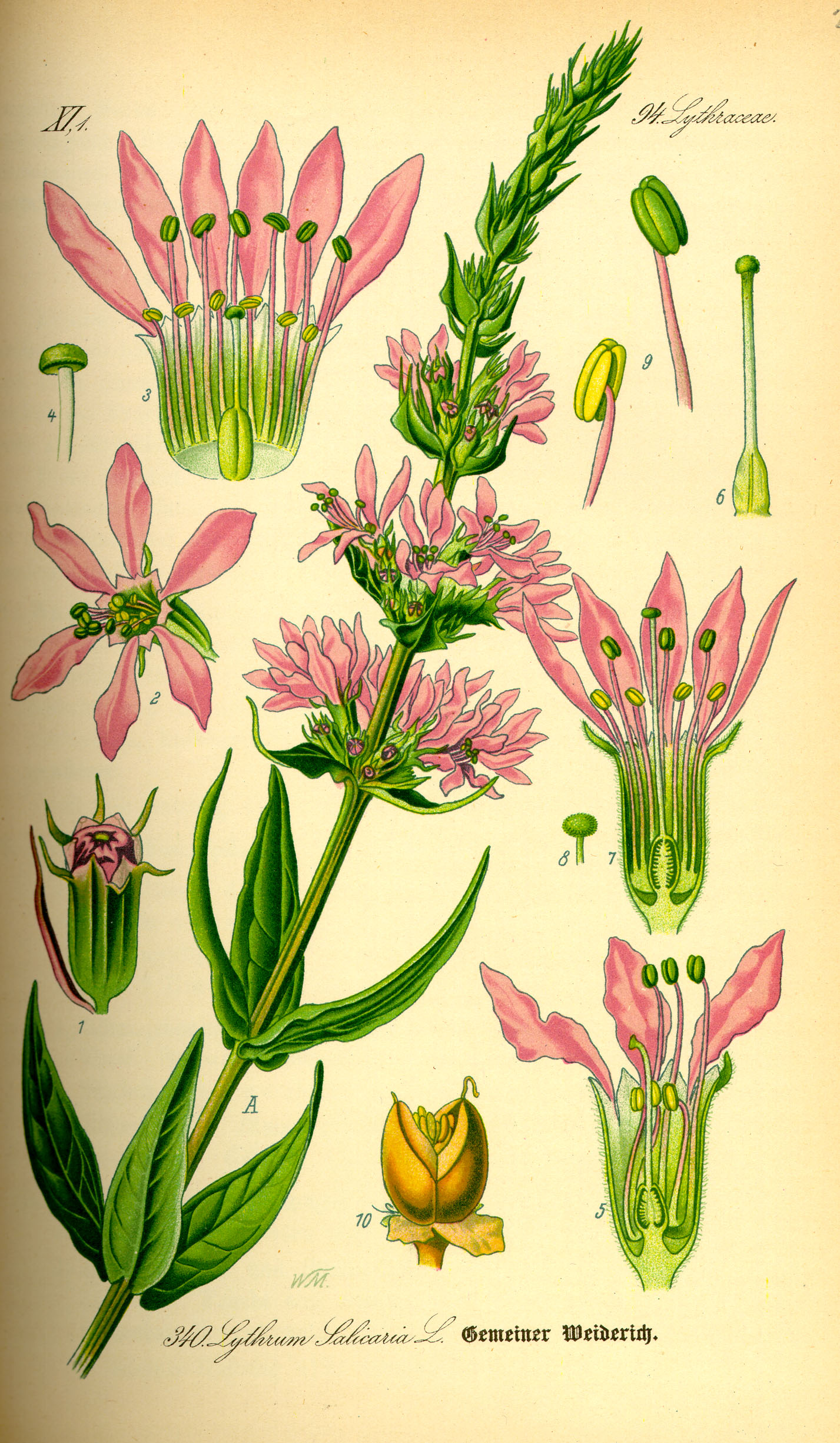
Illustration aus Otto Wilhelm Thomé: Flora von Deutschland, Österreich und der Schweiz, Gera 1885

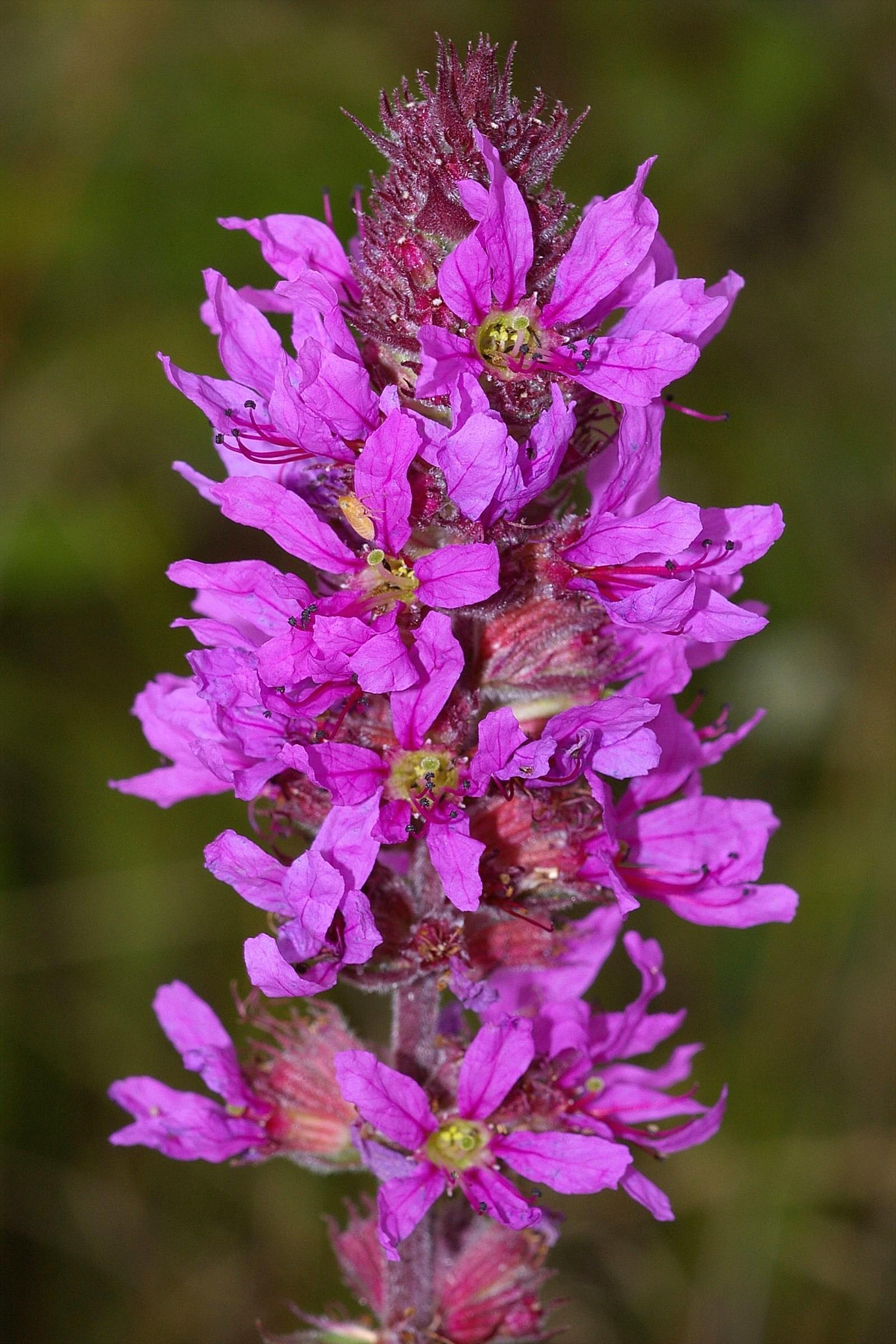
Blütenstand

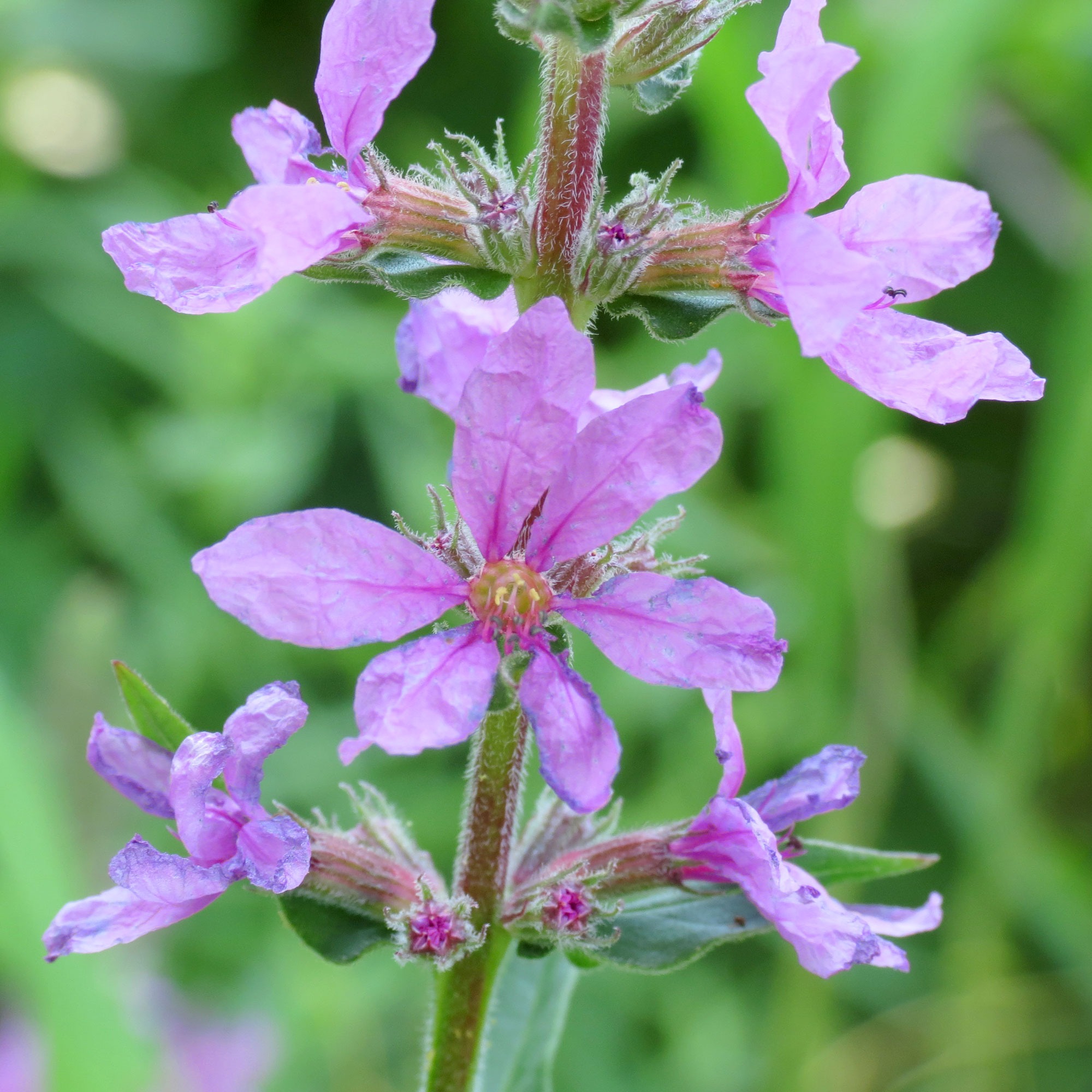
Blüten

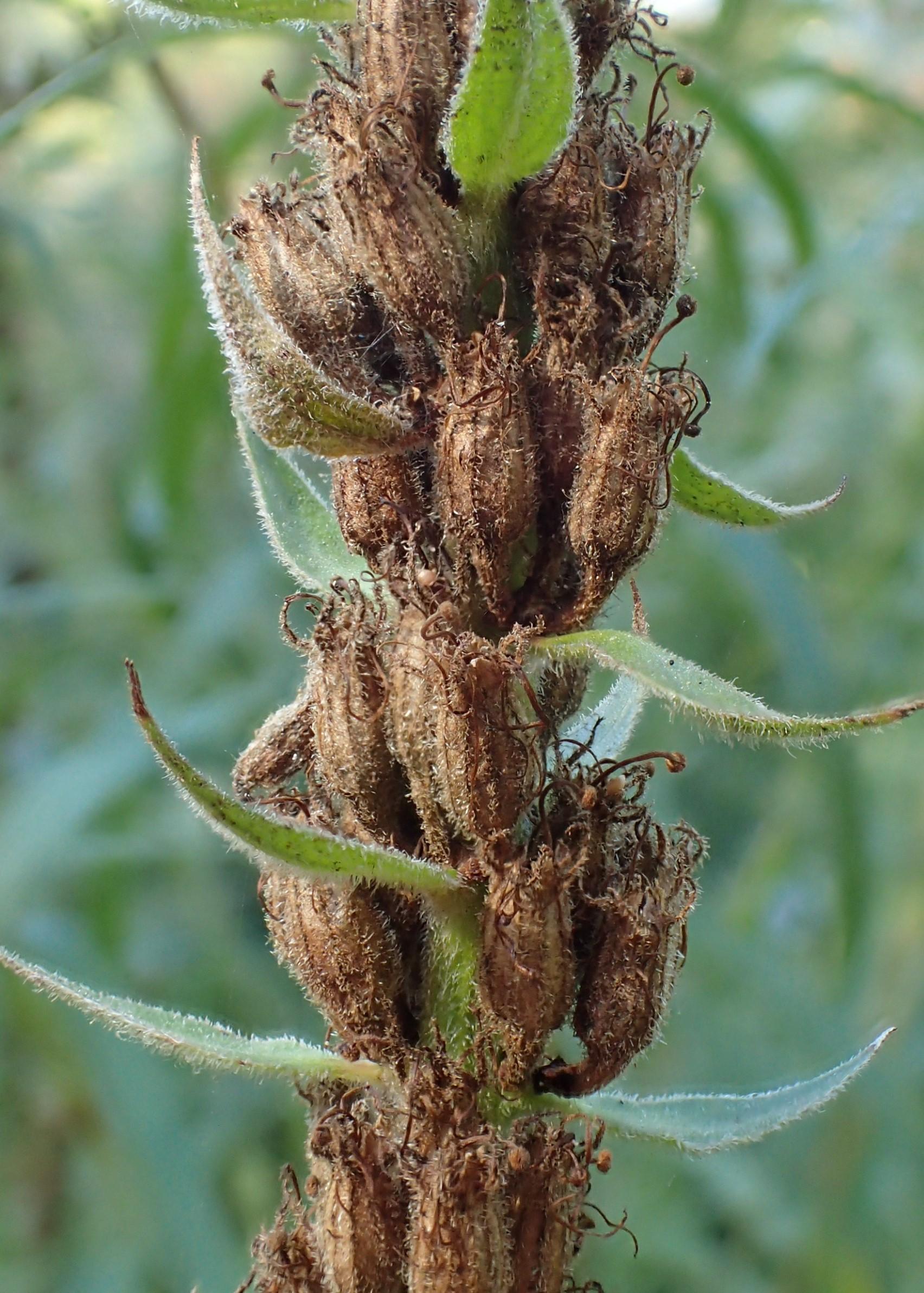
Fruchtstand

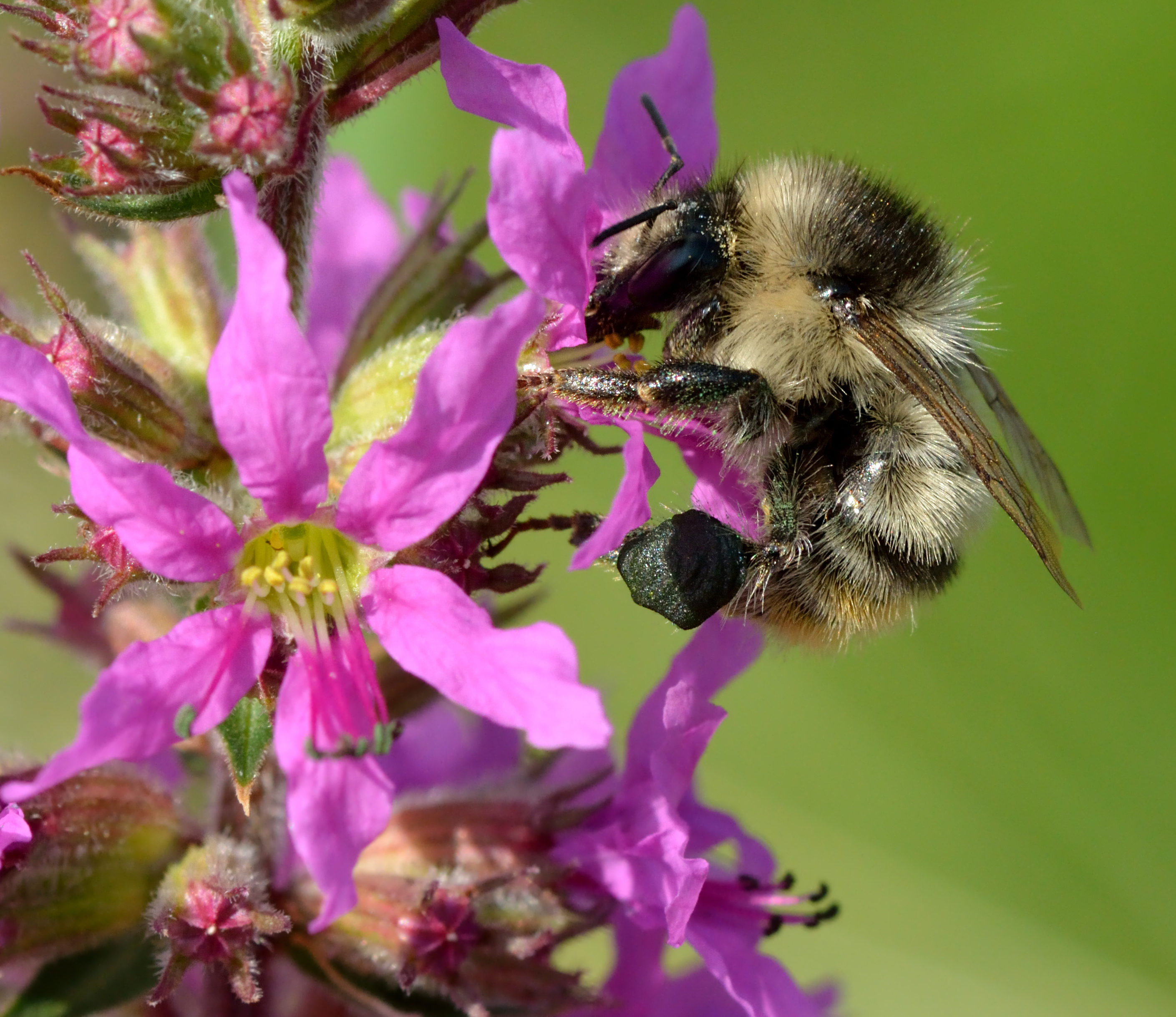
Blüte mit bestäubender Waldhummel (Bombus sylvarum)

### Vegetative Merkmale
Der Gewöhnliche Blutweiderich ist eine ausdauernde, krautige Pflanze, die Wuchshöhen von bis zu 2,5 Metern und eine Breite von 1,5 Metern erreicht. Bis zu 50 aufrechte, teils verzweigte, behaarte, vier- bis mehrkantige Stängel können aus dem Rhizom heranwachsen.
Die sitzenden („blattstiellosen“) Laubblätter sind in dreizähligen Quirlen oder gegenständig, weiter oben wechselständig an den Stängeln angeordnet. Die ganzrandige Blattspreite ist schmal-eilanzettlich bis eiförmig mit spitzem oberem Ende. Die Primärblätter sind länglich-elliptisch bis 3 Zentimeter lang. Die Folgeblätter haben einen gerundeten bis herzförmigen Blattgrund, sind schmal lanzettlich bis eiförmig, bis 12 Zentimeter lang und bis 2,5 Zentimeter breit. Auf der Blattunterseite treten die Blattadern deutlich hervor.

### Generative Merkmale
Die Blütezeit reicht von Juni bis September. Jeder ähren- oder traubenförmige Blütenstand kann hundert und noch mehr Blüten enthalten. Die Blüten stehen in kleinen, meist dreiblütigen, dichten, achselständigen, zymösen Gruppen mit einem eilanzettlichen Tragblatt. Der Blütenstiel ist relativ kurz.
Die kurz  zwittrigen, rötlichen, rosa oder violetten bis weißen Blüten sind meist sechszählig und besitzen eine doppelte Blütenhülle. Es ist ein behaarter, röhriger und zwölfrippiger Achsenbecher vorhanden. Die kleinen, dreieckigen Kelchzipfel sind rötlich mit dazwischen langen, behaarten, pfriemlichen Anhängseln (Außenkelch). Die sechs oder fünf freien Kronblätter sind bei einer Länge von meist mehr als 1 Zentimeter verkehrt-eiförmig mit gerundetem oberem Ende. Es sind jeweils zwölf Staubblätter vorhanden, sechs kürzere und sechs längere. Sie sind in zwei Kreisen nahe dem Grund des Achsenbechers eingefügt.
Der kahle, zweikammerige Fruchtknoten ist mittelständig. Der mehr oder weniger lange Griffel endet in einer kugeligen Narbe. Es sind Nektarien unten im Blütenbecher vorhanden.
Die Kapselfrucht befindet sich im bleibenden Blütenbecher (Hypanthium) mit den Kelchzipfeln. Die relativ kleine, kahle Kapselfrucht ist schmal-eiförmig, öffnet sich bei Reife lokulizidal mit zwei Fruchtklappen und enthält viele Samen. Die kleinen, rot-bräunlichen Samen sind bei einer Länge von bis etwa 1 Millimeter ei- bis keilförmig.
Die Chromosomenzahl beträgt 2n = 60, seltener 30.

## Ökologie
Beim Gewöhnlichen Blutweiderich liegen die Überdauerungsknospen an der Erdoberfläche, es handelt sich um einen Hemikryptophyten. Der Gewöhnliche Blutweiderich ist helomorph, untergetauchte Stängel entwickeln ein Durchlüftungsgewebe (Aerenchym), das das Rhizom mit Sauerstoff versorgt.
Einzelne Exemplare können 10.000 und mehr Blüten ausbilden.
Beim Blütenaufbau liegt trimorphe Heterostylie vor, dies ist eher selten. Es gibt also drei verschiedene Blütentypen (auf verschiedenen Pflanzenexemplaren).
Fremdbestäubung wird dadurch sichergestellt, dass die Narben der langen Griffel die längsten, die der kurzen die kürzesten Narbenpapillen haben. Schon Charles Darwin wies nach, dass von 18 möglichen Kombinationen nur sechs eine volle Samenproduktion herbeiführen („legitime Bestäubung“). Dabei ist die legitime Bestäubung siebenmal erfolgreicher als die „illegitime“. Eine „legitime“ Bestäubung liegt vor, wenn die Pollen liefernden Staubbeutel der einen Blüte auf gleicher Höhe wie die Narben der anderen Blüte liegen. Der Pollen ist bei den langgestielten Staubblättern grün und groß, bei den übrigen gelb und kleiner.
Blütenbesucher sind vor allem Schwebfliegen, aber auch Bienen und Schmetterlinge. Der Gewöhnliche Blutweiderich ist ein Nektarspender von besonderem Wert. Auch ist es eine wichtige Futterpflanze für die Raupen aus der Gattung der Nachtpfauenaugen (Saturnia).
Ein einzelnes Pflanzenexemplar kann bis zu drei Millionen Samen produzieren, die durch Wind und Wasser ausgebreitet werden. Die Samen sind mit „Schleimhaaren“ ausgestattet und haften leicht an Wasservögeln fest, die sie auf diese Weise ausbreiten. Sie keimen in nahezu allen ausreichend feuchten Böden im nächsten Frühjahr.

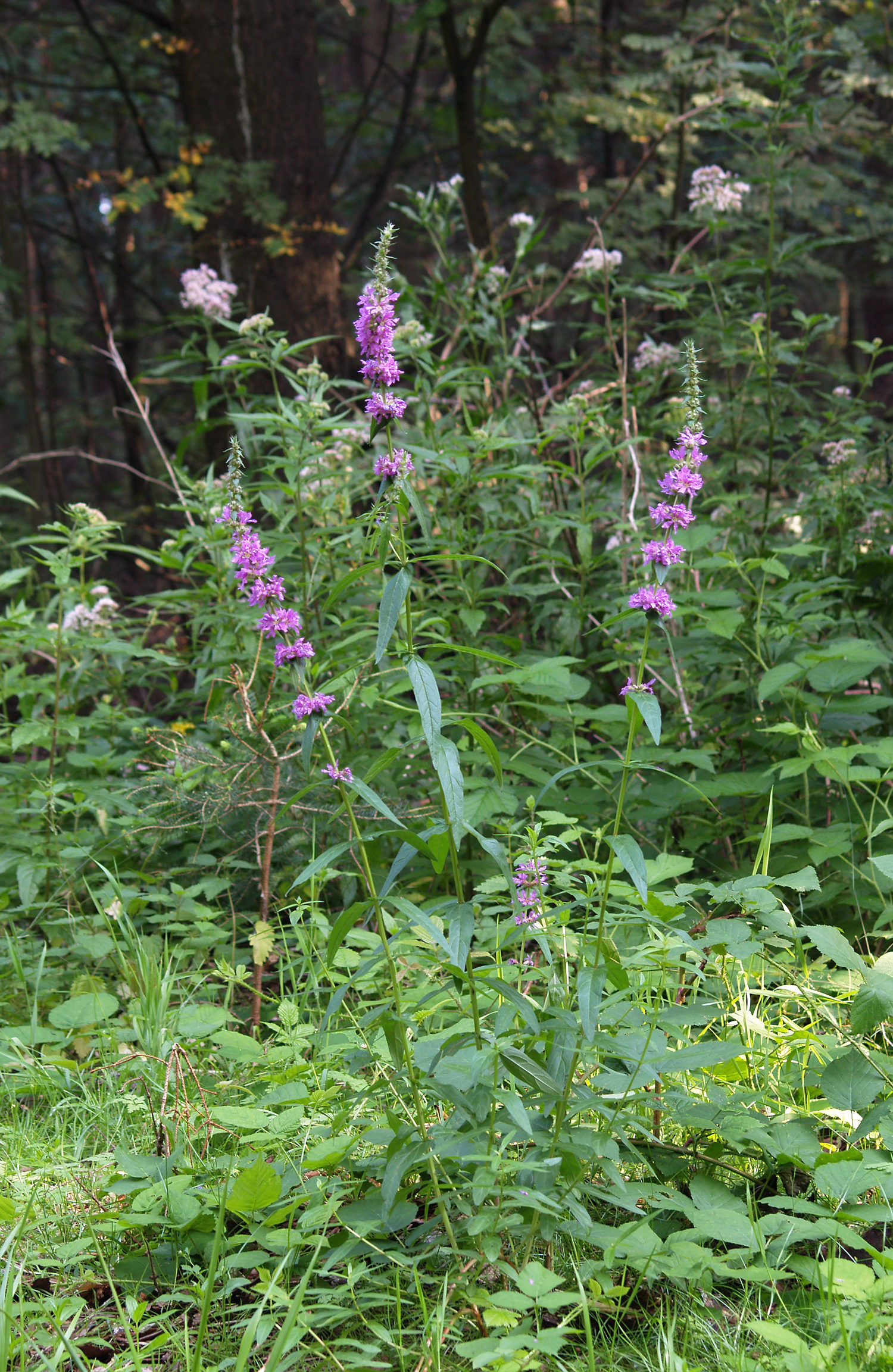
Habitus im Habitat

## Vorkommen
Der Gewöhnliche Blutweiderich ist ein eurasiatisch-subozeanisches Florenelement. Der Gewöhnliche Blutweiderich ist vor allem in den gemäßigten Zonen von Eurasien, in Nordafrika sowie in Äthiopien und Australien verbreitet. Lythrum salicaria ist ein Neophyt in Nordamerika, Chile, Peru sowie Südafrika. Er kommt in allen Ländern Europas vor außer in Island und auf Spitzbergen.
Gewöhnlicher Blutweiderich wächst an feuchten Standorten häufig und verbreitet in Röhrichten und Sümpfen, an Ufern von Seen und Weihern, Flüssen, Bächen und Kanälen sowie in Gräben. Er gedeiht meist in tieferen Höhenlagen und ist etwas wärmeliebend, kommt aber auch noch in mittleren Gebirgslagen vor. Er steigt in Bayern bis 1400 Meter, im Schweizer Jura bis 1200 Meter und im Kanton Wallis bis 1235 Meter auf. Die Standorte sind vor allem nasse oder wechselfeuchte, zeitweise überschwemmte, nährstoffreiche Sumpfhumusböden, beispielsweise Gley. Der Gewöhnliche Blutweiderich ist in Mitteleuropa eine schwache Charakterart des Verbands Filipendulion, kommt aber auch in anderen Pflanzengesellschaften der Ordnung Molinietalia, der Klasse Phragmitetea oder des Verbands Agropyro-Rumicion vor.
Die ökologischen Zeigerwerte nach Landolt et al. 2010 sind in der Schweiz: Feuchtezahl F = 4w+ (sehr feucht aber stark wechselnd), Lichtzahl L = 3 (halbschattig), Reaktionszahl R = 3 (schwach sauer bis neutral), Temperaturzahl T = 4 (kollin), Nährstoffzahl N = 3 (mäßig nährstoffarm bis mäßig nährstoffreich), Kontinentalitätszahl K = 3 (subozeanisch bis subkontinental), Salztoleranz = 1 (tolerant).

## Taxonomie
Die Erstveröffentlichung von Lythrum salicaria erfolgte 1753 durch Carl von Linné in Species Plantarum, Tomus I, Seite 446.

## Inhaltsstoffe und Verwendung
Gewöhnlicher Blutweiderich enthält das Glykosid Salicarin, Anthocyanine, Pectine, Harze, ätherisches Öl, p-Cumarsäure, Ellagsäure, Orientin reichlich Gerbstoffe und das Flavon Vitexin.
In Notzeiten aß man die jungen Sprosse, Laubblätter und die innen weiße Grundachse als Gemüse. Aufgrund seines hohen Gerbstoffgehalts zwischen 9 % (Wurzel) und 14 % (Blüten) gerbte man schon im 16. Jahrhundert auch Leder mit Blutweiderichsaft. Außerdem wurden damit Holz und Seile imprägniert, um schnelle Fäulnis im Wasser zu verhindern.
Der Blutweiderich wurde bereits im Altertum als Heilpflanze benutzt. Nach Plinius wurde der Blutweiderich gegen Ekzeme eingesetzt. Dioskurides empfahl sie gegen Blutspeien und Ruhr.
Als Heilmittel werden Blüten und der Wurzelstock des Blutweiderichs genutzt. Die Volksmedizin setzt ihn bei Durchfällen, Blutfluss und Ruhr ein. Dazu werden 1 bis 3 Gramm Wurzel mit zwei Litern Wasser abgekocht.
Verwendet wurde Gewöhnlicher Blutweiderich beispielsweise während der Choleraepidemie im 19. Jahrhundert. Die Pflanzenteile besitzen aufgrund der Gerbstoffe stark adstringierende, bakterizide, blutstillende und harntreibende Eigenschaften. Dass der Gewöhnliche Blutweiderich als blutstillendes Mittel genutzt wurde, gab ihm wohl seinen Namen (oder die Farbe seiner Blüten). Mit dem roten Farbstoff färbte man früher Zucker.
In einer Untersuchung zur Ernährung der mediterranen Landbevölkerung wurde festgestellt, dass die Pflanze eine gegen Diabetes (Typ 2) schützende Wirkung besitzt.

## Nutzung als Zierpflanze
Der Gewöhnliche Blutweiderich wird zerstreut als Zierpflanze für Gewässersäume genutzt. Er ist seit spätestens 1596 in Kultur. Es gibt zahlreiche Sorten. Die Art ist Staude des Jahres 2024.

## Blutweiderich als Neophyt in Nordamerika

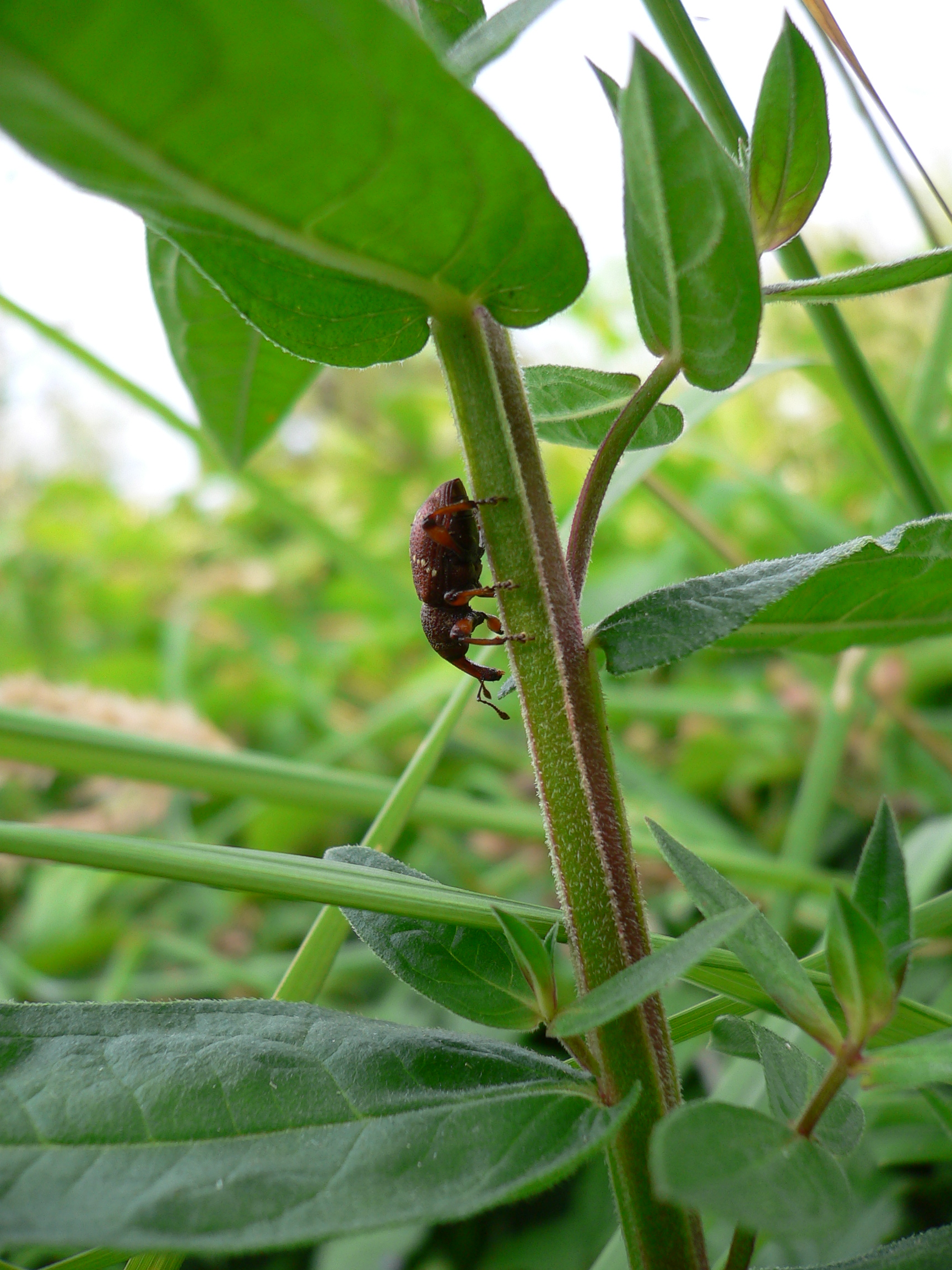
Hylobius transversovittatus an Blutweiderich

In Nordamerika steht der Gewöhnliche Blutweiderich seit seiner Einführung durch den Menschen im 19. Jahrhundert in dem Ruf, ein lästiges „Unkraut“ zu sein. Einst als Heil- und attraktive Gartenpflanze eingeführt, breitete sich der Gewöhnliche Blutweiderich rasch aus. In Gebieten, in denen Blutweiderich-Bestände expandieren, können sie die Fließgeschwindigkeit von Flüssen und Kanälen beeinträchtigen. Es gibt aber keine Hinweise darauf, dass der Gewöhnliche Blutweiderich dort einheimische Arten verdrängt. 29 nordamerikanische Tierarten nutzen den Gewöhnlichen Blutweiderich und es gibt viele Berichte, nach denen der Gewöhnliche Blutweiderich durch einheimische nordamerikanische Arten auskonkurriert wird. Eine Untersuchung an 41 Orten in Ontario hat gezeigt, dass es keinen signifikanten Unterschied im Artenreichtum von Gefäßpflanzen gab, egal ob der Gewöhnliche Blutweiderich präsent war oder nicht, auch nicht mit zunehmender Bestandsdichte von Gewöhnlichem Blutweiderich.
Dennoch wird der Gewöhnliche Blutweiderich in Nordamerika bekämpft. Als erfolgreiche Maßnahme hat sich das Aussetzen von Schadinsekten herausgestellt, die sich auf Blutweiderich spezialisiert haben (unter anderem der Rüsselkäfer Hylobius transversovittatus und die Blattkäferarten Galerucella calmariensis und Galerucella pusilla).
Der Gewöhnliche Blutweiderich wird auf der Liste der 100 of the World’s Worst Invasive Alien Species geführt, die jeweils ein Exemplar pro Gattung auflistet, das in Bereichen als problematisch angesehen wird. Insgesamt umfasst die Liste über 800 Spezies und wurde 2016 zuletzt aktualisiert.
Der Gewöhnliche Blutweiderich wird in einer Studie des Leibniz-Instituts für Gewässerökologie und Binnenfischerei (IGB) und des Institute for Global Food Security der irischen Queen’s University Belfast auf Platz 3 der kostenintensivsten invasiven Wasserpflanzen gelistet. Weitere besonders hohe wirtschaftliche Kosten verursachende Arten sind in absteigender Reihenfolge die Dickstielige Wasserhyazinthe (Pontederia crassipes), die Grundnessel (Hydrilla verticillata), das Salzschilfgras (Sporobolus cynosuroides), das Alligatorkraut (Alternanthera philoxeroides), die Grünalgenart Caulerpa taxifolia, das Englische Schlickgras (Sporobolus alterniflorus), der Große Wassernebel (Hydrocotyle ranunculoides), die Kanadische Wasserpest (Elodea canadensis) und der Große Algenfarn (Azolla filiculoides). Insgesamt wurde der weltweite wirtschaftliche Schaden durch invasive Wasserpflanzen für den Zeitraum von 1975 bis 2020 auf mehr als 32 Milliarden US-Dollar summiert.